# Johann-Lorenz Schmidt
Johann-Lorenz Schmidt (* 13. Dezember 1900 in Budapest, Österreich-Ungarn als László Radványi; † 3. Juli 1978 in Ost-Berlin) war ein ungarisch-deutscher kommunistischer Parteifunktionär (KPD) und Wirtschaftswissenschaftler.

## Leben
Radványi wurde in eine jüdische Familie geboren. Er studierte 1918/19 Volkswirtschaft und Philosophie an der Universität Budapest und engagierte sich in der revolutionären Studentenbewegung. Er nahm am antimilitaristischen Galilei-Kreis teil und wurde als Hörer der Vorlesungen an der Budapester Freien Schule für Geisteswissenschaften, an der u. a. Georg Lukács lehrte, zum Sonntagskreis eingeladen.
Nach dem Sturz der ungarischen Räterepublik 1919 floh Radványi nach Deutschland und studierte 1920 bis 1923 Philosophie, Psychologie, Soziologie und Volkswirtschaft an der Universität Heidelberg. Hier wurde er bei Karl Jaspers zum Dr. phil. promoviert. Nach einer Arbeit als Buchhändler war er von 1925 bis 1930 Ökonom an der sowjetischen Handelsvertretung in Berlin. Seit 1924 Mitglied der KPD, war er außerdem Mitarbeiter des ZK der KPD und Mitbegründer der Marxistischen Arbeiterschule (MASCH). Am 20. August 1925 heiratete er Anna Seghers, die später als Schriftstellerin bekannt wurde, und nahm daraufhin den Namen Johann-Lorenz Schmidt an. Das Ehepaar hatte zwei Kinder: 1926 wurde der Sohn Peter geboren, der später Pierre Radványi hieß und Physiker war; 1928 folgte Tochter Ruth.
Unmittelbar nach der nationalsozialistischen Machtergreifung emigrierte Schmidt im Februar 1933 von Berlin mit seiner Familie nach Paris, wo er die Freie Deutsche Hochschule für deutsche Studenten im Exil mitbegründete und von 1934 bis 1939 leitete. Nach Einmarsch der deutschen Truppen wurde er 1940 in Le Vernet und Les Milles interniert.
Es gelang ihm aber 1941, mit seiner Familie nach Mexiko auszureisen, wo er als Hochschullehrer an der Universidad Obrera de México und ab 1944 an der Nationaluniversität Mexikos tätig wurde. Wie seine Frau gehörte er dem Heinrich-Heine-Klub an, dessen Präsidentin Anna Seghers war. 1946 wurde er mexikanischer Staatsbürger.
Fünf Jahre nach seiner Ehefrau kehrte Schmidt 1952 nach Ost-Berlin zurück und wurde Mitglied der SED. An der Humboldt-Universität zu Berlin erhielt er einen Lehrstuhl für Probleme des gegenwärtigen Imperialismus. 
1954 bis 1965 war er Abteilungsleiter am Institut für Wirtschaftswissenschaften der Akademie der Wissenschaften der DDR. Im Rahmen der parteiinternen Auseinandersetzungen schrieb Schmidt Berichte an die Zentrale Parteikontrollkommission der SED und das Ministerium für Staatssicherheit, die den verhafteten Paul Merker sowie die SED-Mitglieder Erich Jungmann, Alexander Abusch, Rudolf Feistmann und Walter Janka belasteten.
Schmidt war seit 1961 Präsident der Deutsch-Lateinamerikanischen Gesellschaft, der späteren Freundschaftsgesellschaft DDR-Lateinamerika. 1960 erhielt er den Vaterländischen Verdienstorden der DDR in Silber und 1971 in Gold.

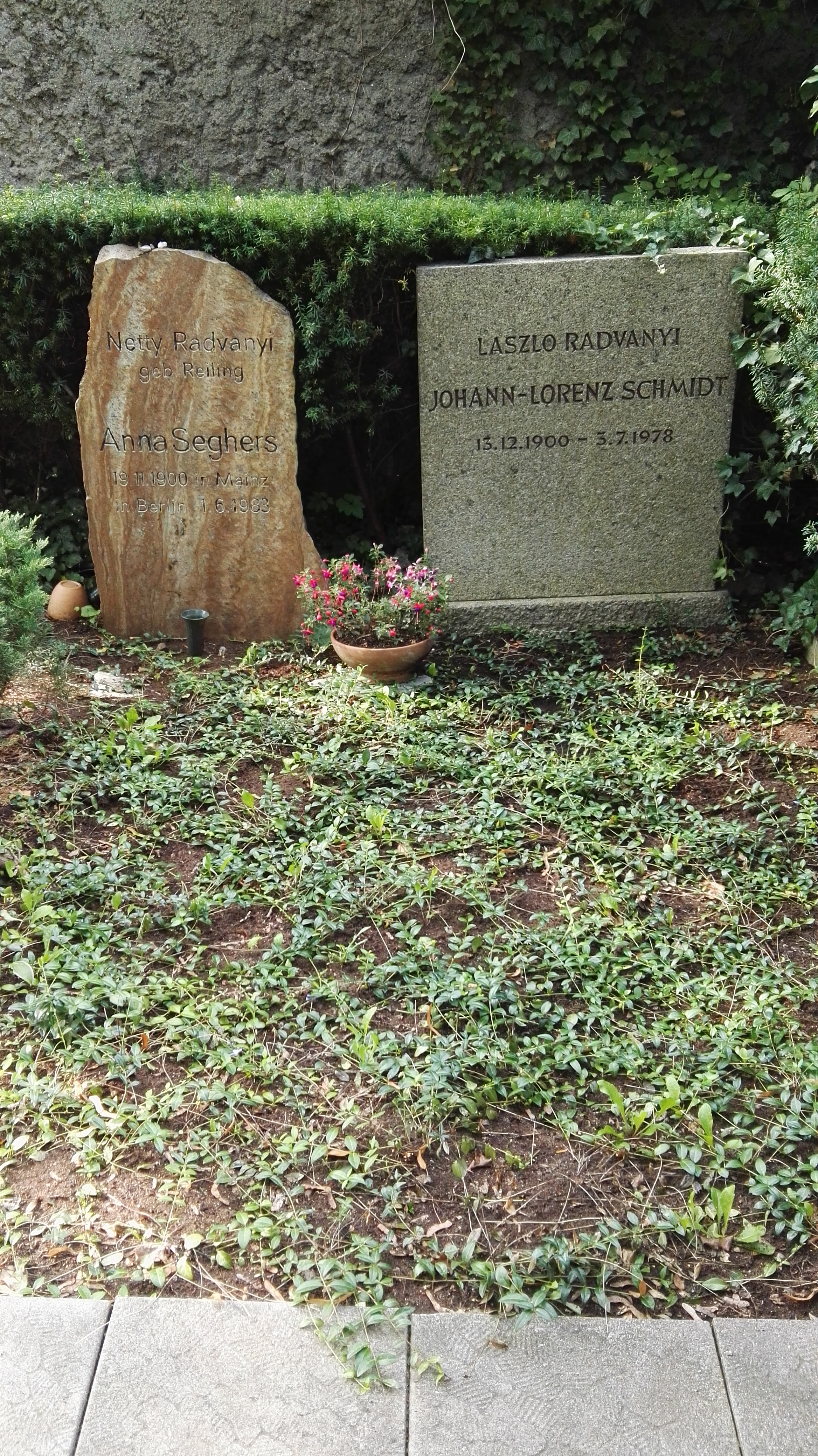
Grab

Er ist auf dem Friedhof der Dorotheenstädtischen und Friedrichswerderschen Gemeinden in Berlin bestattet.

## Schriften
- Der Chiliasmus: ein Versuch zur Erkenntnis der chiliastischen Idee und des chiliastischen Handelns. Budapest: Lukács Archívum 1985. Dissertation Heidelberg 1923, ISBN 978-963-01-6589-1. Digitalisat,  pdf, 7 MB
- Probleme des Neokolonialismus: die Besonderheiten des westdeutschen Neokolonialismus. Berlin: Akademie-Verlag 1963.
- Die Entwicklungsländer: Ursprung, Lage, Perspektive. Berlin: Verlag Die Wirtschaft 1974.
- Internationale Konzerne. Berlin: Verlag Die Wirtschaft 1981.